# Bussy-lès-Poix

Bussy-lès-Poix este o comună în departamentul Somme, Franța. În 1 ianuarie 2022 avea o populație de 92 de locuitori.